# 西山 (北京)
39°59′38″N 115°59′52″E / 39.9938889°N 115.9977778°E

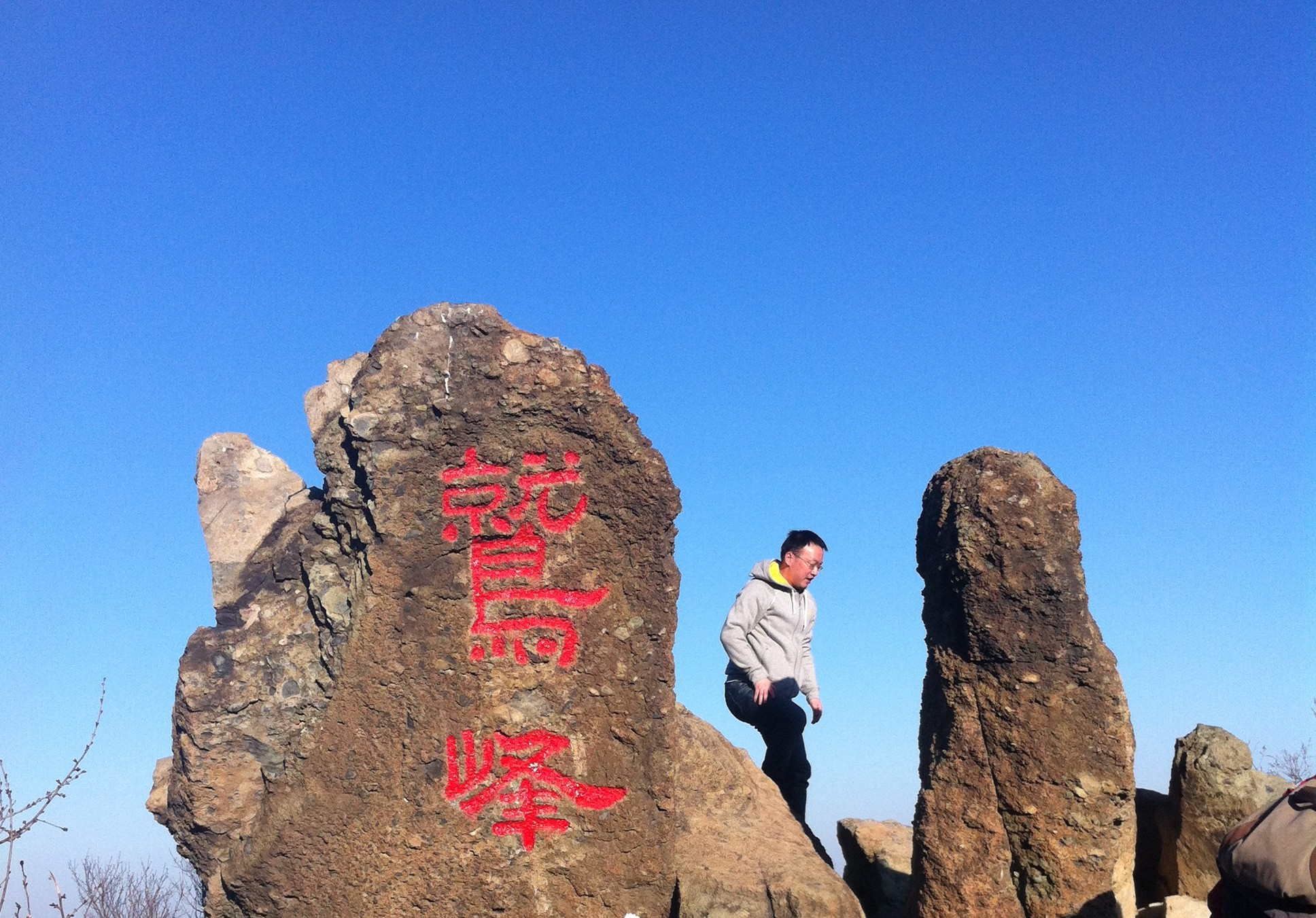
鹫峰

北京西山，是位于中国北京市西郊的一座山脉，属于太行山余脉，内有北京西山国家森林公园。

## 西山名胜

### 自然风光
- 香山公园（西山晴雪、香山红叶）
- 北京市八大处公园
- 鹫峰国家森林公园
- 百望山森林公园
- 北京植物园

### 人文景观
- 碧云寺
- 大觉寺
- 十方普覺寺（卧佛寺）

## 延伸阅读
[在维基数据编辑]
 《欽定古今圖書集成·方輿彙編·山川典·西山部》，出自陈梦雷《古今圖書集成》